# Lilla Holmevatten (Krokstads socken, Bohuslän)
Lilla Holmevatten är en sjö i Munkedals kommun i Bohuslän och ingår i Enningdalsälvens huvudavrinningsområde. Sjön är 14 meter djup, har en yta på 0,218 kvadratkilometer och är belägen 155 meter över havet. Lilla Holmevatten ligger i Kynnefjäll Natura 2000-område. Vid provfiske har abborre och gädda fångats i sjön.

## Delavrinningsområde
Lilla Holmevatten ingår i det delavrinningsområde (651926-126336) som SMHI kallar för Utloppet av Stora Holmevatten. Medelhöjden är 166 meter över havet och ytan är 6,46 kvadratkilometer. Det finns inga avrinningsområden uppströms utan avrinningsområdet är högsta punkten. Vattendraget som avvattnar avrinningsområdet har biflödesordning 2, vilket innebär att vattnet flödar genom totalt 2 vattendrag innan det når havet efter 52 kilometer. Avrinningsområdet består mestadels av skog (77 procent). Avrinningsområdet har 1,31 kvadratkilometer vattenytor vilket ger det en sjöprocent på 20,3 procent.